# ديكسون (إلينوي)
ديكسون (بالإنجليزية: Dixon, Illinois)‏ هي مدينة و مقر المقاطعة تقع في الولايات المتحدة في إلينوي. يقدر عدد سكانها بـ 15,733 نسمة .

## التركيبة السكانية
حدّد مكتب تعداد الولايات المتحدة بيانات التركيبة السكانية لديكسون في تعداد الولايات المتحدة. في ما يلي، التركيبة السكانية حسب تعدادي 2000 و2010.

### تعداد عام 2000
بلغ عدد سكان ديكسون 15,941 نسمة بحسب تعداد عام 2000، وبلغ عدد الأسر 5,681 أسرة وعدد العائلات 3,487 عائلة مقيمة في المدينة. في حين سجلت الكثافة السكانية 753.7 نسمة لكل كيلومتر مربع (1,952.1/ميل2). وبلغ عدد الوحدات السكنية 6,138 وحدة بمتوسط كثافة قدره 290.2 لكل كيلومتر مربع (751.6/ميل2).
وتوزع التركيب العرقي للمدينة بنسبة 86.33% من البيض و10.48% من الأمريكيين الأفارقة و0.14% من الأمريكيين الأصليين و0.82% من الأمريكيين ذوي الأصول الآسيوية و0.05% من سكان جزر المحيط الهادئ و1.10% من الأعراق الأخرى و1.09% من عرقين مختلطين أو أكثر و4.30% من الهسبانيون أو اللاتينيون من أي عرق.
بلغ عدد الأسر 5,681 أسرة كانت نسبة 32.2% منها لديها أطفال تحت سن الثامنة عشر تعيش معهم، وبلغت نسبة الأزواج القاطنين مع بعضهم البعض 45.7% من أصل المجموع الكلي للأسر، ونسبة 11.8% من الأسر كان لديها معيلات من الإناث دون وجود شريك،  بينما كانت نسبة 3.8% من الأسر لديها معيلون من الذكور دون وجود شريكة وكانت نسبة 38.6% من غير العائلات. تألفت نسبة 32.6% من أصل جميع الأسر من عدة أفراد يعيشون في نفس المنزل ونسبة 14.7% كانت تتألف من شخص يعيش بمفرده يبلغ من العمر 65 عاماً أو أكثر. وبلغ متوسط حجم الأسرة المعيشية 2.32، أما متوسط حجم العائلات فبلغ 2.94.
بلغ العمر الوسطي للسكان 37.0 عاماً. وكانت نسبة 20.9% من القاطنين تحت سن الثامنة عشر، وكانت نسبة 6.8% بين الثامنة عشر والرابعة والعشرين عاماً، ونسبة 24.6% كانت واقعةً في الفئة العمرية ما بين الخامسة والعشرين والرابعة والأربعين عاماً، ونسبة 17.7% كانت ما بين الخامسة والأربعين والرابعة والستين، ونسبة 12.8% كانت ضمن فئة الخامسة والستين عاماً فما فوق. يوجد لكل 100 أنثى 90.8 ذكر، ويوجد لكل 100 أنثى في الثامنة عشر من عمرها فما فوق 87.1 ذكر.
بلغ متوسط دخل الأسرة في المدينة 35,720 دولارًا، أما متوسط دخل العائلة فبلغ 45,088 دولارًا. وكان متوسط دخل الذكور 32,511 دولارًا مقابل 21,777 دولارًا للإناث. وسجل دخل الفرد الخاص بالمدينة 16,630 دولارًا. وكانت نسبة 5.7% من العائلات ونسبة 10.1% من السكان تحت خط الفقر، وكان من هؤلاء نسبة 11.6% تحت سن الثامنة عشر ونسبة 12% في الخامسة والستين من العمر وما فوق.

### تعداد عام 2010
بلغ عدد سكان ديكسون 15,733 نسمة بحسب تعداد عام 2010، وبلغ عدد الأسر 5,826 أسرة وعدد العائلات 3,387 عائلة مقيمة في المدينة. في حين سجلت الكثافة السكانية 743.9 نسمة لكل كيلومتر مربع (1,926.7/ميل2). وبلغ عدد الوحدات السكنية 6,310 وحدة بمتوسط كثافة قدره 298.3 لكل كيلومتر مربع (772.6/ميل2).
وتوزع التركيب العرقي للمدينة بنسبة 83.86% من البيض و10.16% من الأمريكيين الأفارقة و0.24% من الأمريكيين الأصليين و0.97% من الأمريكيين ذوي الأصول الآسيوية و0.04% من سكان جزر المحيط الهادئ و2.92% من الأعراق الأخرى و1.83% من عرقين مختلطين أو أكثر و6.68% من الهسبانيون أو اللاتينيون من أي عرق.
بلغ عدد الأسر 5,826 أسرة كانت نسبة 29.6% منها لديها أطفال تحت سن الثامنة عشر تعيش معهم، وبلغت نسبة الأزواج القاطنين مع بعضهم البعض 39.5% من أصل المجموع الكلي للأسر، ونسبة 13.6% من الأسر كان لديها معيلات من الإناث دون وجود شريك،  بينما كانت نسبة 5.1% من الأسر لديها معيلون من الذكور دون وجود شريكة وكانت نسبة 41.9% من غير العائلات. تألفت نسبة 35.7% من أصل جميع الأسر من عدة أفراد يعيشون في نفس المنزل ونسبة 14.9% كانت تتألف من شخص يعيش بمفرده يبلغ من العمر 65 عاماً أو أكثر. وبلغ متوسط حجم الأسرة المعيشية 2.26، أما متوسط حجم العائلات فبلغ 2.90.
بلغ العمر الوسطي للسكان 39.6 عاماً. وكانت نسبة 19.8% من القاطنين تحت سن الثامنة عشر، وكانت نسبة 8.7% بين الثامنة عشر والرابعة والعشرين عاماً، ونسبة 29.6% كانت واقعةً في الفئة العمرية ما بين الخامسة والعشرين والرابعة والأربعين عاماً، ونسبة 27.6% كانت ما بين الخامسة والأربعين والرابعة والستين، ونسبة 14.3% كانت ضمن فئة الخامسة والستين عاماً فما فوق. وتوزع التركيب الجنسي للسكان بنسبة 55.1% ذكور و44.9% إناث.

## المدن التوأمة
مدينة Herzberg هي مدينة توأمة لـديكسون (إلينوي).

## أعلام
- وارد ميلر
- شيروود ديكسون
- جون ديفين
- ريتشارد أي. لوفيت
- دانيال دبليو. هاميلتون
- فرد إي. ستيرلينغ
- ستان هاك
- ماري رايت بلامر